# راثلی
راثلی (به انگلیسی: Rothley) یک روستا و محله مدنی در بریتانیا است که در Charnwood واقع شده‌است. راثلی ۳٬۸۹۷ نفر جمعیت دارد.